# 拉尔夫·赫顿
拉尔夫·赫顿（英語：Ralph Hutton，1948年3月6日—），加拿大男子游泳运动员。他曾代表加拿大参加1964年、1968年和1972年夏季奥林匹克运动会游泳比赛，其中1968年奥运会获得一枚银牌。